# Jiří Ropek
Jiří Ropek (1. července 1922 Praha – 21. června 2005 Praha) byl český varhaník a skladatel.

## Život
Po maturitě na reálném gymnáziu v Praze studoval hru na varhany na Pražské konzervatoři. Jeho učitelem byl Bedřich Antonín Wiedermann. U něj pokračoval ve studiu i na Akademii múzických umění. Po absolvování školy působil na Akademii ještě dva roky jako asistent a od roku 1952 jako externí učitel. V roce 1953 byl donucen toto zaměstnání opustit a 15 let působil jako varhaník v krematoriu v Pardubicích.
Stal se po svém učiteli varhaníkem v kostele sv. Jakuba v Praze. Na Ropkovy "Varhanní hodinky" - varhanní recitály chodily v době komunismu do kostela stovky lidí. Komunističtí strážci ideologie ho tolerovali, ale velice hlídali. Důvodem tolerance mohlo být i velice úspěšné turné po Sovětském svazu (1961) a následný zájem o tohoto umělce.
Zásluhou ředitele Pražské konzervatoře Dr. Václava Holzknechta byl v roce 1970 jmenován profesorem varhanní hry na konzervatoři v Praze. Tam pak působil po dvacet let. Na varhany se u něj učili mj. Michael Kocáb nebo jazzový hudebník Milan Svoboda.
Nahrávky Toccaty a fugy d-moll Josefa Segera a Fugy a-moll Františka Xavera Brixiho byla v roce 1961 vyznamenány prestižní cenou Charlese Crosse. Ropek byl prvním varhaníkem, který koncertoval v londýnské síni Royal Festival Hall. Roku 1968 zahajoval kulturní část olympiády v Mexiku. V roce 1995 obdržel, jako první umělec z Východu, diplom čestného člena britské Královské varhanické koleje - Royal College of Organists.
Zemřel roku 2005 v Praze. Byl pohřben na Vinohradském hřbitově.

## Dílo
Částečný seznam díla
- Toccata and Fugue for Organ
- Toccata for Organ
- Fresco für Violine (Trumpet) und Orgel
- Music for Brass and organ
- Introdukce a passacaglia pro anglický roh a varhany
- Introduction and Fugue for Trumpet und Organ
- Praeludium a Fuga in A pro varhany
- 5 chorálních předeher pro varhany
- Scherzo für Klarinette und Orgel
- Sonate für Trompet und Orgel
- A Christmas Garland of CZ Carols
- Fantasy on Mozartś Theme
- Chorale Preludes for Organ
- Christmas Fantasy
- Four Songs: Poems of Jaroslav Seifert
- Fresco for Organ and Violin
- Gaude Flore Virginali
- Homage to Anonymous
- Invocation for Trumpet or VC & Organ
- Maria, Mater Gratiae
- Modlitba sv. Františka
- Pange Lingua-Of the Glorious Body Telling
- Partita on ´Adoro the devote´for Organ
- Salve Regina
- Salve Regina-Zdrávas, královno
- Salve Virgo Gloriosa
- Sonata for Flute and Piano
- Sonata for Flute and Organ
- Three Trios
- Three Trios for Flute, Oboe, Violoncello
- Tres cantiones in Honorem Beatae Mariae Vir
- Two Christmas Lullabies for Organ
- Two Christams Pieces
- Variations on Victimae Paschali Laudes